# Bisturí eléctrico

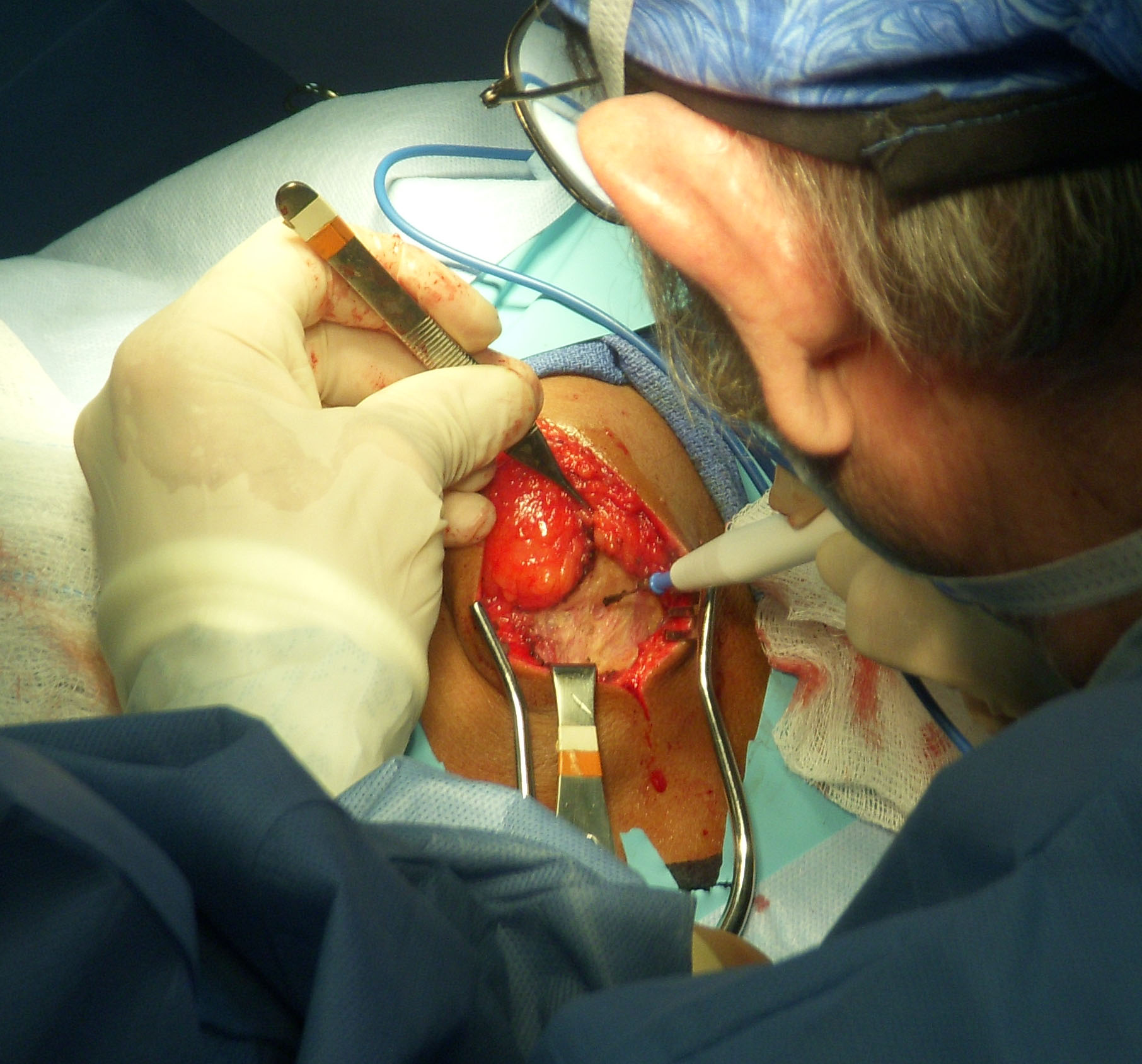
Un cirujano usando bisturí eléctrico para la coagulación electroquirúrgica en la escisión de un lipoma.

El bisturí eléctrico es un instrumento quirúrgico que corta el tejido, al mismo tiempo que lo cauteriza evitando la hemorragia. Es un instrumento de uso habitual en el quirófano, prácticamente en todas las especialidades.

## Principio
Está conectado a un generador de corriente alterna de alta frecuencia y alta intensidad (con frecuencias de 0,5-1,75 MHz, y con potencias del orden de 100-300 W), que genera el calor necesario para la cauterización.
El terminal activo del bisturí eléctrico está compuesto por una hoja, una aguja o una pinza dependiendo de si se quiere realizar corte o disección. El otro electrodo es una placa húmeda aplicada en otra zona del cuerpo del paciente. Utilizando el bisturí la sangre se coagula y los pequeños vasos se obstruyen, pudiéndose efectuar incisiones que prácticamente no sangran. Se pueden emplear puntas especiales y agujas diatérmicas para destruir tejidos innecesarios (electrocauterio).